# Pletro
Un pletro (en griego antiguo: πλέθρον, en Homero πέλεθρον, pelethron) era una antigua medida griega de longitud y superficie. Como medida de longitud, equivalía a 100 pous, o pies, unos 29,6 metros. 
Equivalía a la sexta parte de un estadio. Como medida de superficie, equivalía al área arada por un par de bueyes en un día, 100 × 100 pies, o 10 000 pies cuadrados, unos 874,38 metros cuadrados.